# 骑田岭
骑田岭为五岭之一，是组成南岭的一段山脉，位于中国湖南省南部的郴州市宜章县境内。
秦代称作阳山；汉晋以来又有上岭山、黄箱山、腊岭、桂阳岭、客岭山、黄岑山、折岭等名。骑田岭主峰为二尖峰。
该山脉主要由花岗岩构成，海拔1654米；为湘江支流耒水和北江西源武水的分水岭。